# فیکارولو
فیکارولو (به ایتالیایی: Ficarolo) یک کومونه در ایتالیا است که در استان روویگو واقع شده‌است.

## خصوصیات
فیکارولو ۱۷٫۹ کیلومترمربع مساحت و ۲٬۷۵۴ نفر جمعیت دارد.